# Эффективная мощность
Эффективная мощность — мощность, развиваемая двигателем на его коленчатом валу, равная индикаторной мощности за вычетом мощности, затраченной на трение в двигателе и на работу всех вспомогательных механизмов. 
Определяется по формуле:
N = Niηм, где 
Ni — индикаторная мощность, ηм — механический коэффициент полезного действия.